# Refuge de Valmasque
Das Refuge de Valmasque ist eine Schutzhütte der Sektion Nice-Mercantour des Club Alpin Français in Frankreich in der Gemeinde Tende im Département Alpes-Maritimes. Sie befindet sich im zentralen Bereich des Nationalparks Mercantour im Mercantour-Gebirge. Von der Schutzhütte aus hat man Sicht auf den Lac Vert, der nach Südosten durch einen Staudamm abgeschlossen ist. Unterhalb dessen befindet sich das von Électricité de France (EDF) betriebene Wasserkraftwerk Mesches.